# Sankt Mikaels kyrka, Pemar
Sankt Mikaels kyrka (finska: Pyhän Mikaelin kirkko) är en kyrkobyggnad i Pemar i det finländska landskapet Egentliga Finland. Kyrkan av byggdes av gråsten mellan 1681 och 1689. Kyrkan används av Pemar församling. Sankt Mikaels kyrka är en del av Museiverkets byggda kulturmiljöer av riksintresse. Det finns också en annan kyrka i Pemar, Sankt Jakobs kyrka, invigd 1928.

## Historia och arkitektur
Sankt Mikaels kyrka i Pemar är en långhuskyrka, som har ett skepp och inget klocktorn. Kyrkans sakristia skjuter ut från den norra sidan av långhuset, medan på det på den södra sidan av kyrkan finns ett vapenhus. Byggnadens yttertak är ett högt valmat tak. Fönstren och några av dörrarna är spetsbågiga. Den breda kyrksalen var troligtvis planerad att bli treskeppig. Kyrkan har renoverats 1750, 1863, 1904 samt 1974, och restaurerades senast 1952. Sankt Mikaels kyrka är 886 kvadratmeter till ytan och har sittplatser för 800 personer.
Sankt Mikaels kyrka invigdes på julafton 1689 av biskop Johannes Gezelius den yngre. Det ursprungliga innertaket, som bestod av ett trätunnvalv, byggdes om till ett nygotiskt innertak 1863 enligt länsarkitekt Pehr Johan Gylichs ritningar. Elektricitet installerades i kyrkan i mitten av 1920-talet, och kaminvärmen ersattes med centralvärme 1960. Inredningen målades i färgtoner från 1700-talet i samband med en större renovering. Ärkebiskop Martti Simojoki återinvigde den renoverade kyrkan på trettondagen 1975, samtidigt som Pemar församling firade sitt 650-årsjubileum.

## Inventarier
När kyrkan stod färdig, hämtades en dopfunt i kalksten och ett altarskåp från den övergivna Räpälä kyrkan till Sankt Mikaels kyrka. Triumfkrucifixet i trä härstammar troligen från mitten av 1700-talet. Kyrkans imponerande skåpklocka, som mäter hela fem meter, härstammar från 1750-talet. Flera ljuskronor och vägglampetter i brons är från samma århundrade, medan tre ljuskronor köptes från Åbo domkyrka år 1863 för totalt 94 rubel.
Psalmtavlan, som är fäst på kantorns stol, tillverkades av Aarre Aaltonen 1944. Den andra psalmtavlan, placerad vid predikstolen, är tillverkad av glasmästaren F. I. Foeder år 1802. År 1960 skänkte Marthorna en vigselrya, designad av Irmeli Grönlund och vävd av Lempi Kivinen, till kyrkan. Mellan 1974 och 1978 restaurerade Elli Korppi-Tommola kyrkotextilier och skapade nya textilserier för altaret samt mässhake. Den äldre mässhaken från 1940, 1862 och 1840 renoverades för att åter kunna användas. Den gröna altarduken, designad av Hannele Uotila 1999 och vävd av Tuija Muntola, är ett senare tillskott. Den restaurerade kalkduken från 1815 förvaras numera i museet vid Åbo domkyrka.

### Vapensköldar
I kyrkan finns vapensköldar för adelsätterna Armfelt och Gisselgors (1995) samt von Cräutlein (1999), tecknade av heraldikern Reijo Helläkoski. Ätten Jägerhorn af Spurilas vapensköld finns också sedan tidigare i kyrkan som minnesmärke för dem som begravts där.

### Målningar
De flesta av kyrkans målningar är från 1750-talet och har målats av Jonas Bergman. På orgelläktarens räcke finns tjugo bilder, och på predikstolens sidospeglar är Jesus, Petrus, Jakob och Paulus avbildade. På dörrarna till altarskåpet avbildas Jakob och Paulus, medan bilden av Petrus har gått förlorad.
Arkitekten Samuel Berner designade altartavlans ram år 1755. Den nedersta delen av altartavlan, den heliga nattvarden, målades av Jonas Bergman 1865. Den mellersta delen av altaruppsättningen bestod av Johann Georg Geitels målning Kristus på korset från 1755, som senare flyttades till koret. I dess ställe finns nu Robert Wilhelm Ekmans målning Uppståndelsen från 1865. Även den översta delen föreställer uppståndelsen, och man antar att även denna målades av Jonas Bergman. Kyrkans skulpturer och målningar restaurerades 1952-1953.

### Orgel
Kyrkans första orgel byggdes 1878 av Jens Zachariassen. Den 13-stämmiga orgeln överlämnades till Tuupovaara kyrka 1952. Den nya 32-stämmiga orgeln byggdes 1951 av Kangasala orgelfabrik. Fasaden består av dekorativt grupperade pipor.

## Klockstapel

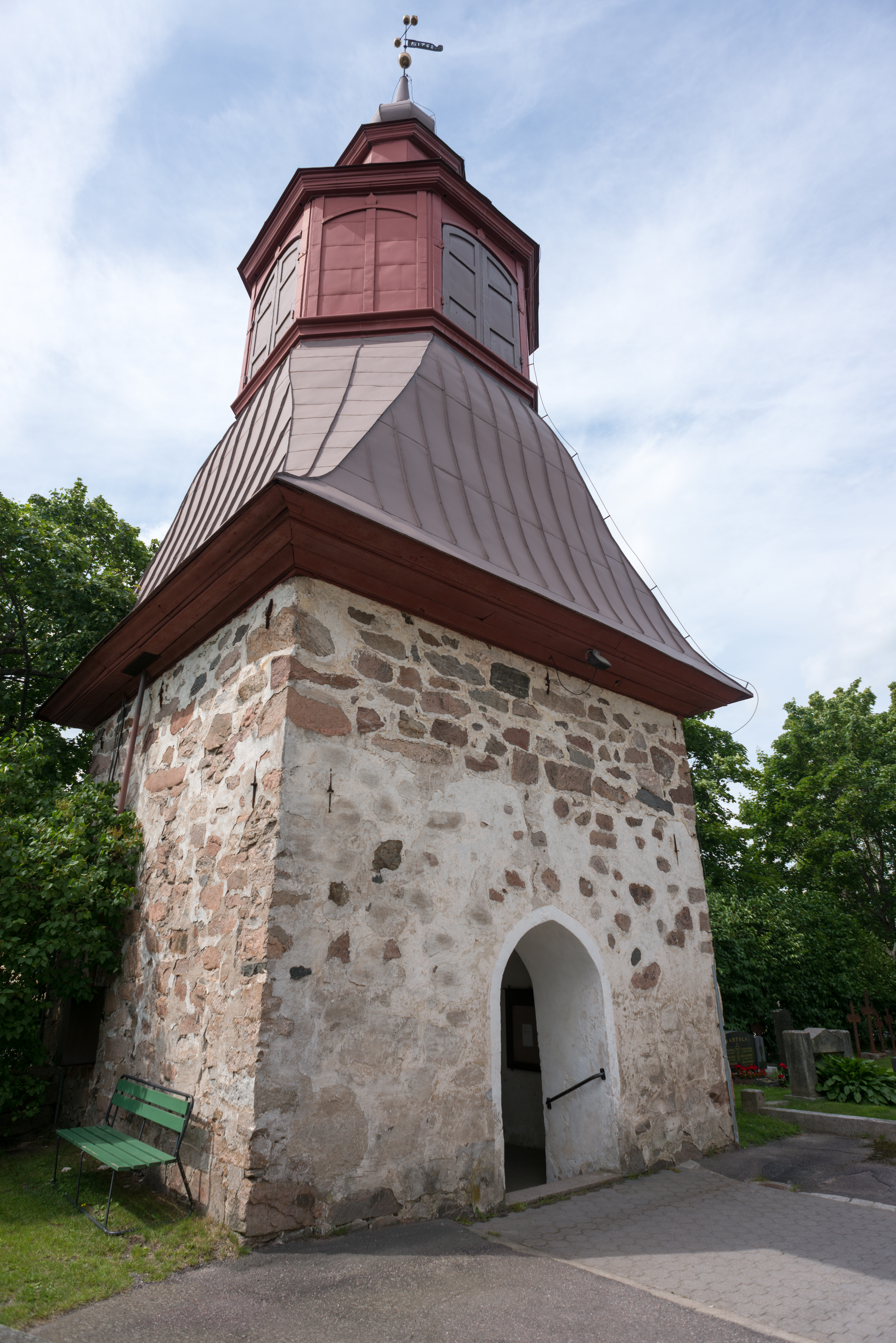
Klockstapeln

Klockstapeln byggdes ursprungligen samtidigt som kyrkan, och den stenbyggda nedre delen reparerades 1730. Klockstapeln renoverades 1768, då den nedre delen höjdes under ledning av Antti Åkerblom. Den nuvarande övre trädelen byggdes under Mikael Blomgrens ledning. Stapelns tak och yttre målning har senare förnyats.
Av klockstapelns tre klockor är den äldsta och tyngsta gjuten i Sverige 1792 och väger 700 kilo; den österrikiska klockan från 1968 väger 400 kilo och den nederländska klockan från 1987 väger 285 kilo. Klockringningen samt öppning och stängning av stapelns klockluckor automatiserades 1968.